# Carballo (Friol)
Carballo (llamada oficialmente San Xiao de Carballo) es una parroquia y un lugar español del municipio de Friol, en la provincia de Lugo, Galicia.

## Otras denominaciones
La parroquia también es conocida por el nombre de San Xulián de Carballo.

## Organización territorial
La parroquia está formada por diecisiete entidades de población, constando quince de ellas en el nomenclátor del Instituto Nacional de Estadística español:

### Entidades de población
Entidades de población que forman parte de la parroquia:
- Albeiro (O Albeiro)
- Barallobre
- Bernadal
- Carballo
- Cortella (A Cortella)
- Currás
- Fraga (A Fraga)
- Froxelle
- Gándara (A Gándara)
- Guntín
- Laxe (A Laxe)
- Manxadoiro (O Manxadoiro)
- Paredes
- Penelas (As Penelas)
- Pereira (A Pereira)
- Porto de Cas (O Porto de Cas)

### Despoblado
Despoblado que forma parte de la parroquia:
- Freiría (A Freiría)

## Demografía

### Parroquia
| Gráfica de evolución demográfica de Carballo (parroquia) entre 2000 y 2019 |
|                                                                            |
| Datos según el nomenclátor publicado por el INE.                           |

### Lugar
| Gráfica de evolución demográfica de Carballo (lugar) entre 2000 y 2019 |
|                                                                        |
| Datos según el nomenclátor publicado por el INE.                       |